# Гамања (Ријети)
Гамања је насеље у Италији у округу Ријети, региону Лацио.
Према процени из 2011. у насељу је живело 38 становника. Насеље се налази на надморској висини од 769 м.